# Đặng Đức Siêu
Đặng Đức Siêu (鄧德超, 1751 – 1810) là danh thần, danh sĩ dưới thời chúa Nguyễn – nhà Nguyễn trong lịch sử Việt Nam.

## Tiểu sử
Ông sinh năm Tân Mùi (1751) tại làng Phụng Cang, huyện Bồng Sơn; nay là khu phố Vĩnh Phụng, phường Hoài Xuân, thị xã Hoài Nhơn, tỉnh Bình Định.
Năm 16 tuổi, ông đỗ Hương tiến (Cử nhân), được Định vương Nguyễn Phúc Thuần bổ làm việc ở Viện Hàn lâm tại Phú Xuân. Sau, khi vị chúa này chạy vào Nam, ông về ở ẩn. Nghe tiếng ông, lần lượt chúa Trịnh và triều Tây Sơn đều có sai người vời ông ra làm quan, nhưng ông đều từ chối .
Tháng 10 (âm lịch) năm Mậu Ngọ (1798), ông nhận lời vào Gia Định giúp chúa Nguyễn Phúc Ánh khôi phục nghiệp nhà. Sách Quốc triều sử toát yếu chép:
..."Ông Siêu văn học uyên súc, nhơn loạn ở ẩn. Tây Sơn đòi không đến. Ngài (chỉ Nguyễn Phúc Ánh) nghĩ Siêu là cựu thần, mật sai đòi, đến bây giờ lén vào Gia Định, bày mưu chước đánh Tây Sơn. Ngài khen, liền phong chức Trung quân Tham mưu"....
Kể từ đó, ông thường bàn bạc việc quân với chúa Nguyễn và các tướng. Theo lời kể của Ngô Giáp Đậu, thì chính ông là người bày kế đánh "hỏa công", khiến cho lực lượng binh thuyền của quân Tây Sơn bị cháy rụi tại đầm Thị Nại vào đầu năm Tân Dậu (1801).
Năm Nhâm Tuất (1802), nhà Tây Sơn sụp đổ, chúa Nguyễn Phúc Ánh lên ngôi lấy niên hiệu là Gia Long. Kể từ đó, phần lớn nghi lễ, chiếu biểu của nhà vua đều do ông soạn thảo. Về sau, ông được cử làm Phụ đạo (dạy các Hoàng tử), dần trải đến chức Thượng thư bộ Lễ (tháng 11 âm lịch năm Kỷ Tỵ, 1809) .
Năm Quý Hợi (1803), ông theo vua Gia Long ra Bắc, khi đến Thanh Hóa, ông nhận lệnh yết cáo Nguyên miếu (miếu thờ Triệu Tổ Nguyễn Kim) .
Gia Long thứ 8 (Canh Ngọ, 1810), Đặng Đức Siêu mất vì bệnh, thọ 59 tuổi, được truy tặng chức Tham chính.
Năm Ất Dậu (1825), vua Minh Mạng truy tặng ông là Thiếu sư, Hiệp biện đại học sĩ và lập đàn tế ông. Dưới triều Tự Đức, Nhâm Tý (1852), ông được liệt thờ vào miếu Trung hưng công thần.

## Tác phẩm
Là một danh thần, Đặng Đức Siêu còn là một nhà văn khá có tiếng đương thời. Tác phẩm của ông có: 
- Tự tỉ quản nhạc.
- Thiên Nam thế hệ: chép việc từ đời Triệu tổ Nguyễn Kim đến đời Định vương Nguyễn Phúc Thuần.
- Thượng sơn tứ hiệu.
- Hồi loan khải ca: gồm 9 khúc ca vịnh, tán dương công đức của vua Gia Long trpng công cuộc bình định giang sơn.
- Tô Vũ tiết, Trương Lương trùy.

Ngoài ra, nhiều điển lệ trong triều đều do ông soạn định. Các bài văn tế viết cho Bá Đa Lộc, Võ Tánh và Ngô Tùng Châu đều do ông thảo.

## Hiền phụ
Lược kể theo sách Việt Nam Danh Nhân Tự điển của Nguyễn Huyền Anh:
Đặng Đức Siêu có bà vợ chính thất là Nguyễn Thị Ngữ (? - ?), người huyện Hương Trà, tỉnh Thừa Thiên. Khi chồng vào Gia Định phò chúa Nguyễn, bà ở nhà thủ tiết nuôi con. Tương truyền, Tư đồ nhà Tây Sơn là Võ Văn Dũng muốn cưới bà làm vợ, nhưng bà nhất định khước từ. Năm 1810, chồng bị bệnh mất, bà vẫn ở vậy cho đến hết đời. Đời Minh Mạng, triều đình ban cho bà tấm biển "Tiết phụ" có khắc 4 chữ Hán: "Đông quản phương tiêu".